# Machecoul
Machecoul (gallo Machecoul, bretonisch Machikoul) ist eine ehemalige französische Gemeinde mit 6310 Einwohnern (Stand: 1. Januar 2022) im Département Loire-Atlantique in der Region Pays de la Loire. Sie liegt in der Landschaft des Pays de Retz am Ufer des Flusses Falleron.
Mit Wirkung vom 1. Januar 2016 wurden die Gemeinden Machecoul und Saint-Même-le-Tenu zu einer Commune nouvelle mit dem Namen Machecoul-Saint-Même zusammengelegt.

## Geschichte
Machecoul gehörte den Herren von Rays (Retz).
1055 baute Harscoët I. de Rays die Kirche Saint-Jean-Baptiste, die zur Kirche Sainte-Croix wurde.
1404 wurde Gilles de Rais auf dem Schloss Machecoul geboren, wo er später junge Knaben foltern und ermorden ließ.
Vom 11. März 1793 bis zum 22. April 1793 kam es während des Beginns des Aufstandes in der Vendée zu den Massakern von Machecoul der Royalisten an den Republikanern.

### Bevölkerungsentwicklung
| Jahr                       | 1962 | 1968 | 1975 | 1982 | 1990 | 1999 | 2008 | 2013 |
| Einwohner                  | 3964 | 4240 | 4549 | 5060 | 5072 | 5424 | 5811 | 6076 |
| Quellen: Cassini und INSEE |      |      |      |      |      |      |      |      |

## Sehenswürdigkeiten

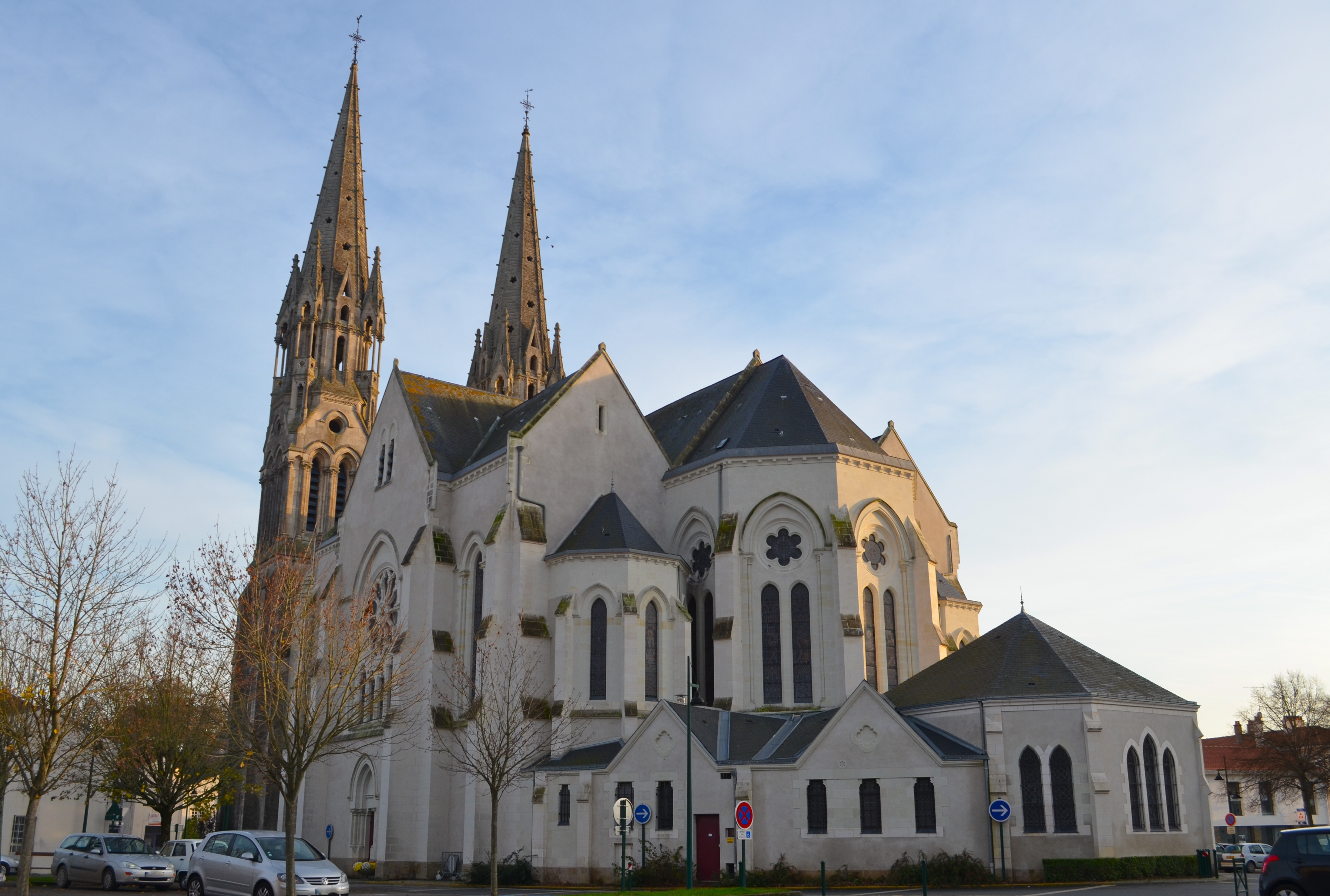
Kirche Sainte-Trinité-et-de-Saint-Honoré
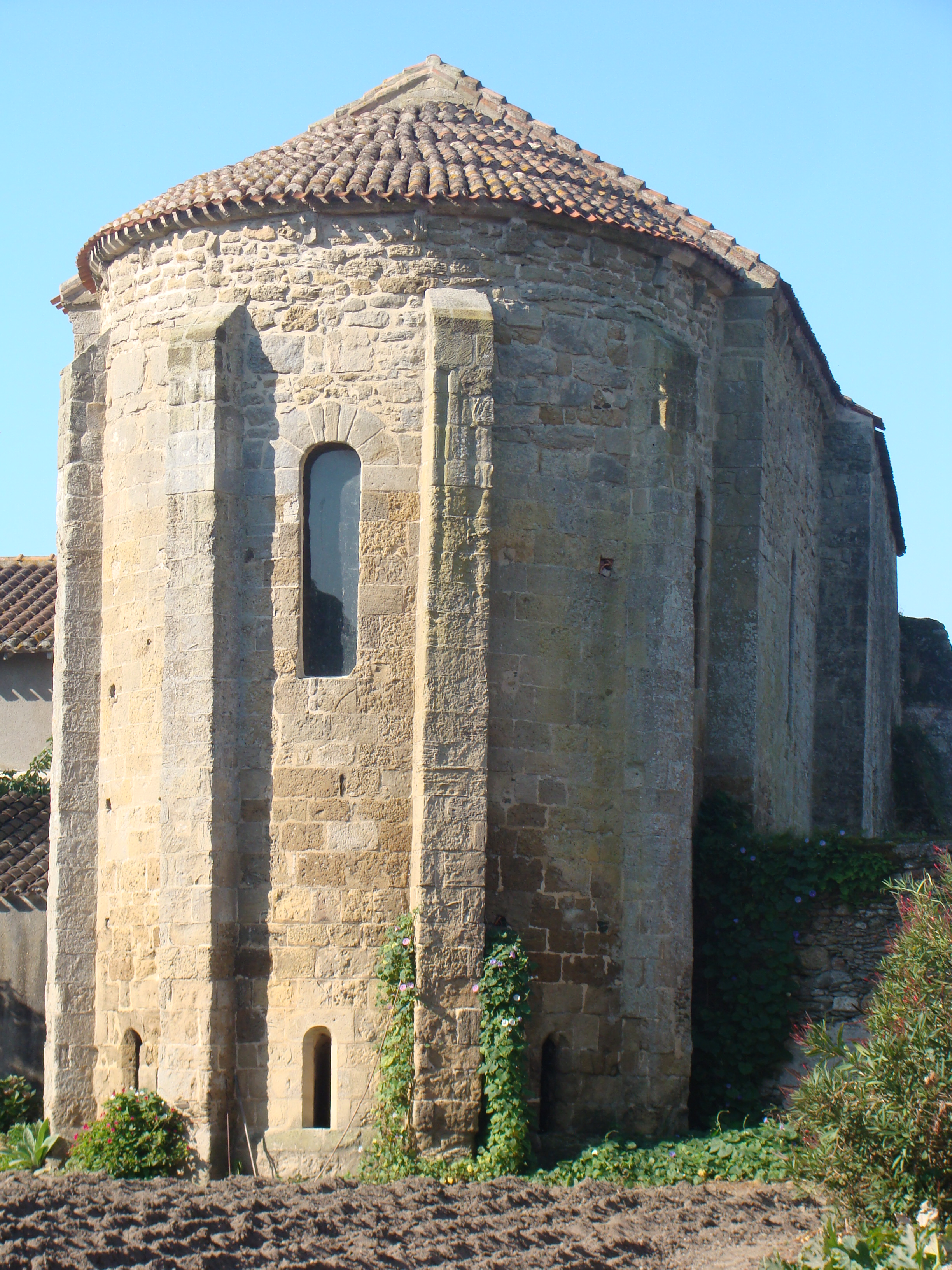
Kapelle Quinquenevent
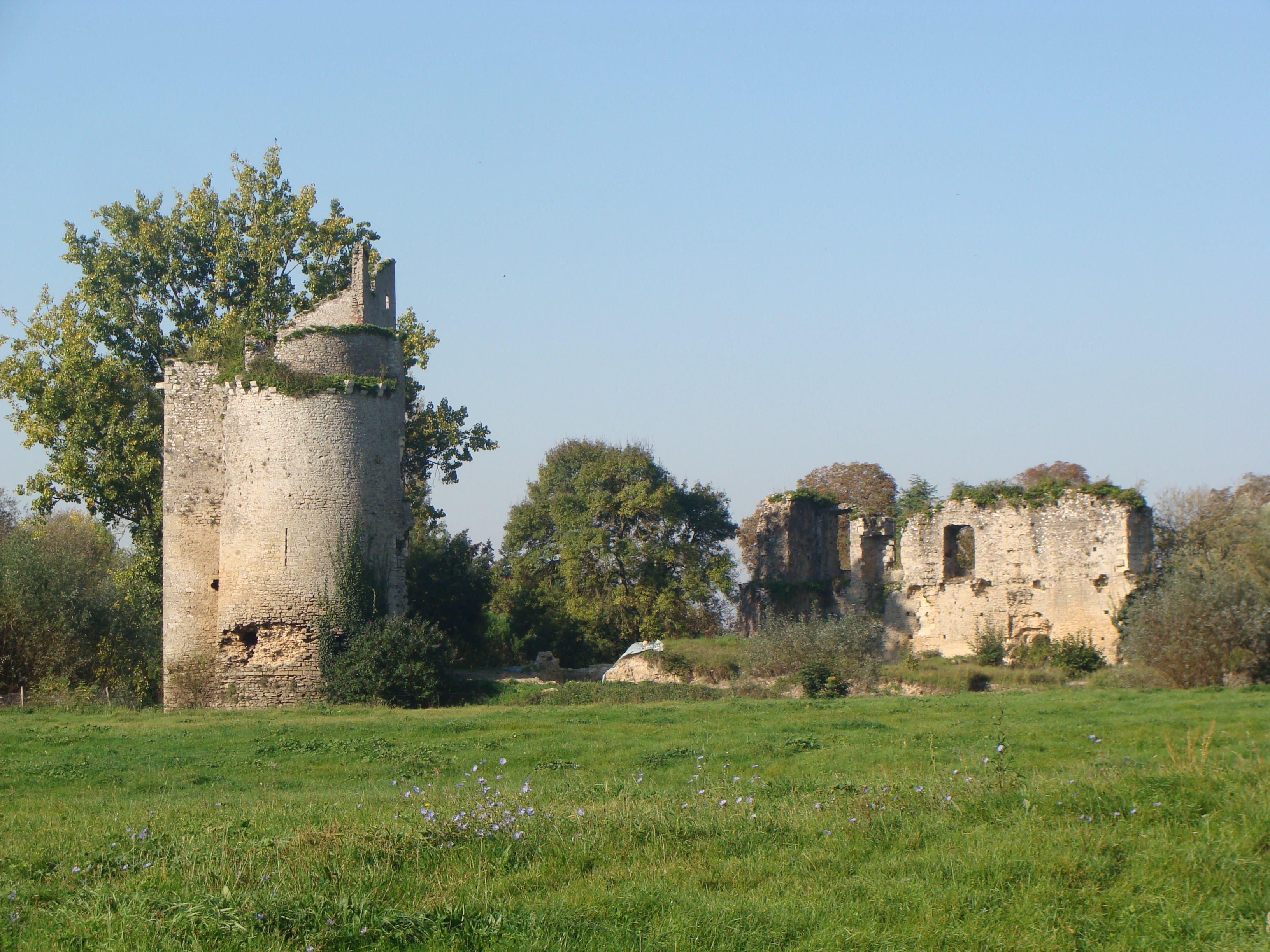
Ruinen des Château de Machecoul
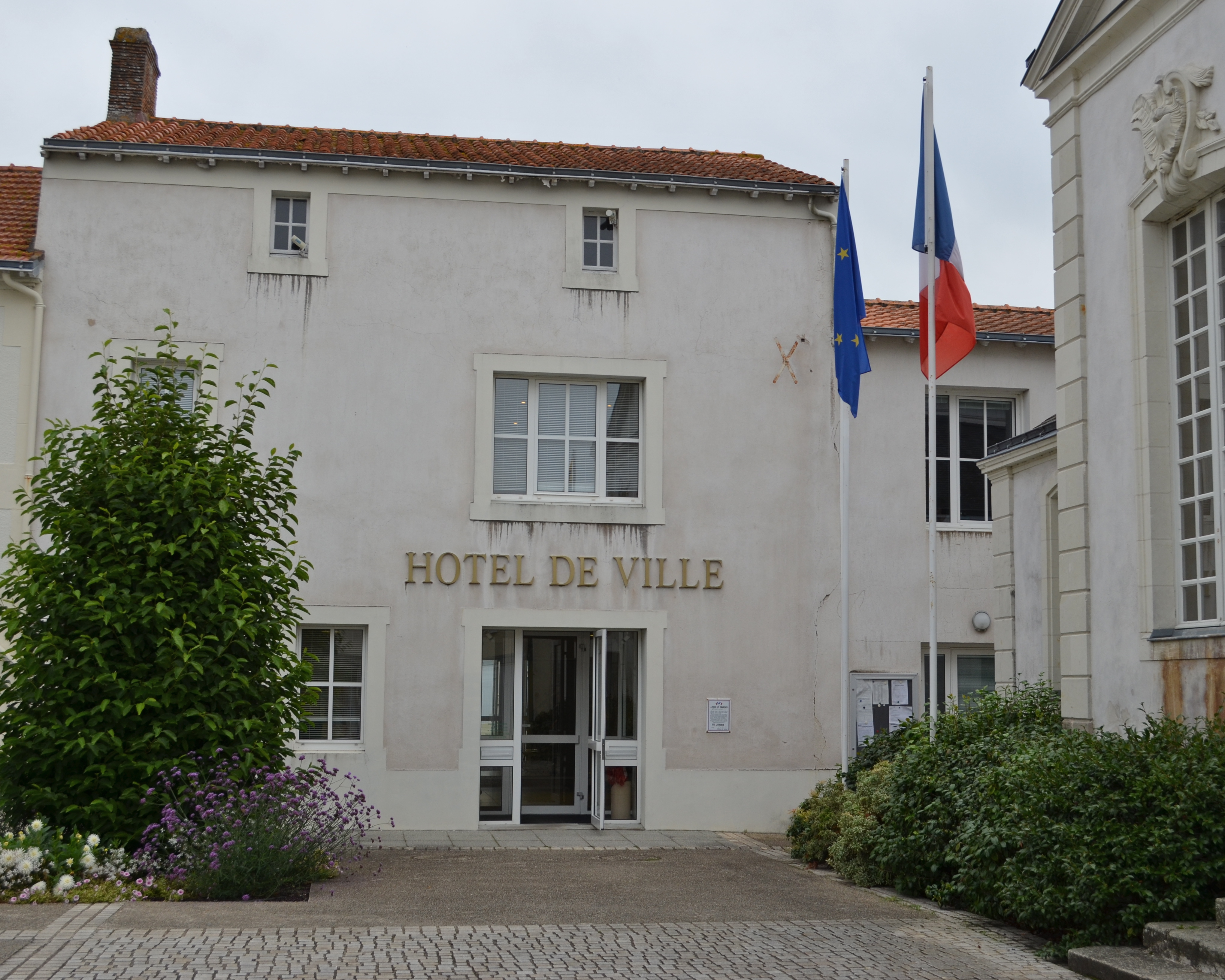
Ehemaliges Rathaus (Hôtel de ville)

## Verkehr
Machecoul liegt an der Bahnstrecke Nantes–Saint-Gilles-Croix-de-Vie und wird im Regionalverkehr von Zügen des Transport express régional bedient.

## Persönlichkeiten
Mickaël Landreau (* 1979), Fußballtorhüter